# Cover Flow
Cover Flow es un software de interfaz gráfica en tres dimensiones integrado en iTunes (excepto en su versión 11), Mac OS X, y otros productos Apple Inc. Para mover de un tirón a través de imágenes visuales de los documentos, favoritos web, álbumes o fotografías.
Cover Flow funciona utilizando la barra de desplazamiento en pantalla, la rueda del ratón, los gestos, o seleccionando un archivo de una lista, que hojea las páginas para que la imagen asociada a la vista. En los dispositivos iPod y iPhone, el usuario desliza su dedo por la pantalla táctil.

## Detalles
Cover Flow fue concebido por el artista Andrew Coulter Enright y originalmente implementada por un desarrollador independiente de Macintosh, Jonathan del Strother. Enright más tarde llamado fliptych el estilo de interacción, para distinguirlo de la particular aplicación Cover Flow.
Cover Flow fue adquirido por Apple Inc. en 2006, y su tecnología se ha integrado en su aplicación de música, iTunes 7.0, el cual fue lanzado 12 de septiembre de 2006. El nombre fue previamente "CoverFlow" sin un espacio.
El 9 de enero de 2007, cuando Apple anunció el iPhone, se anunció que se incorporaría la tecnología Cover Flow.
Durante el WWDC Keynote el 11 de junio de 2007, Steve Jobs anunció que Cover Flow se añade como una opción de vista en Leopard.
El 5 de septiembre de 2007 Apple anunció que Cover Flow se utilizaría en el ipod nano 3G así como los nuevos modelos del iPod classic y iPod touch. Cover Flow se integró en el iPod nano 4G por el uso de un acelerómetro que accede a Cover Flow cuando el iPod nano se gira horizontalmente.
En Safari 4, lanzado el 8 de junio, se incluyó Cover Flow para navegar por el historial, favoritos, RSS feeds, Bonjour, y la Agenda.
En abril de 2010, Apple obtuvo la patente en la interfaz Cover Flow.
Con el lanzamiento de iTunes 11, el Cover Flow fue removido de la interfaz poniendo en lugar de eso el Expanded view. Esta nueva interfaz para visualizar los álbumes tiene unos cuantos detalles interesantes, el primero de ellos es que adopta el color de fondo de la imagen del álbum; y el segundo de ellos es que pulsando En Store accederemos al top de canciones y álbumes del artista y canciones relacionadas.

## Productos que incluyen vista Cover Flow
- iOS excepto iOS 7 y superior.
- iPod nano 3G, 4G y 5G
- iPod Touch
- iPod Classic
- iPhone excepto 5C, 5S y 6.
- iTunes hasta la versión 11
- Mac OS X Leopard
- Safari (navegador)
- Teléfonos celulares Nokia con Symbian^3